# Tabanus invalidus
Tabanus invalidus är en tvåvingeart som beskrevs av Szilady 1926. Tabanus invalidus ingår i släktet Tabanus och familjen bromsar. Inga underarter finns listade i Catalogue of Life.